# Franz Markus Haniel

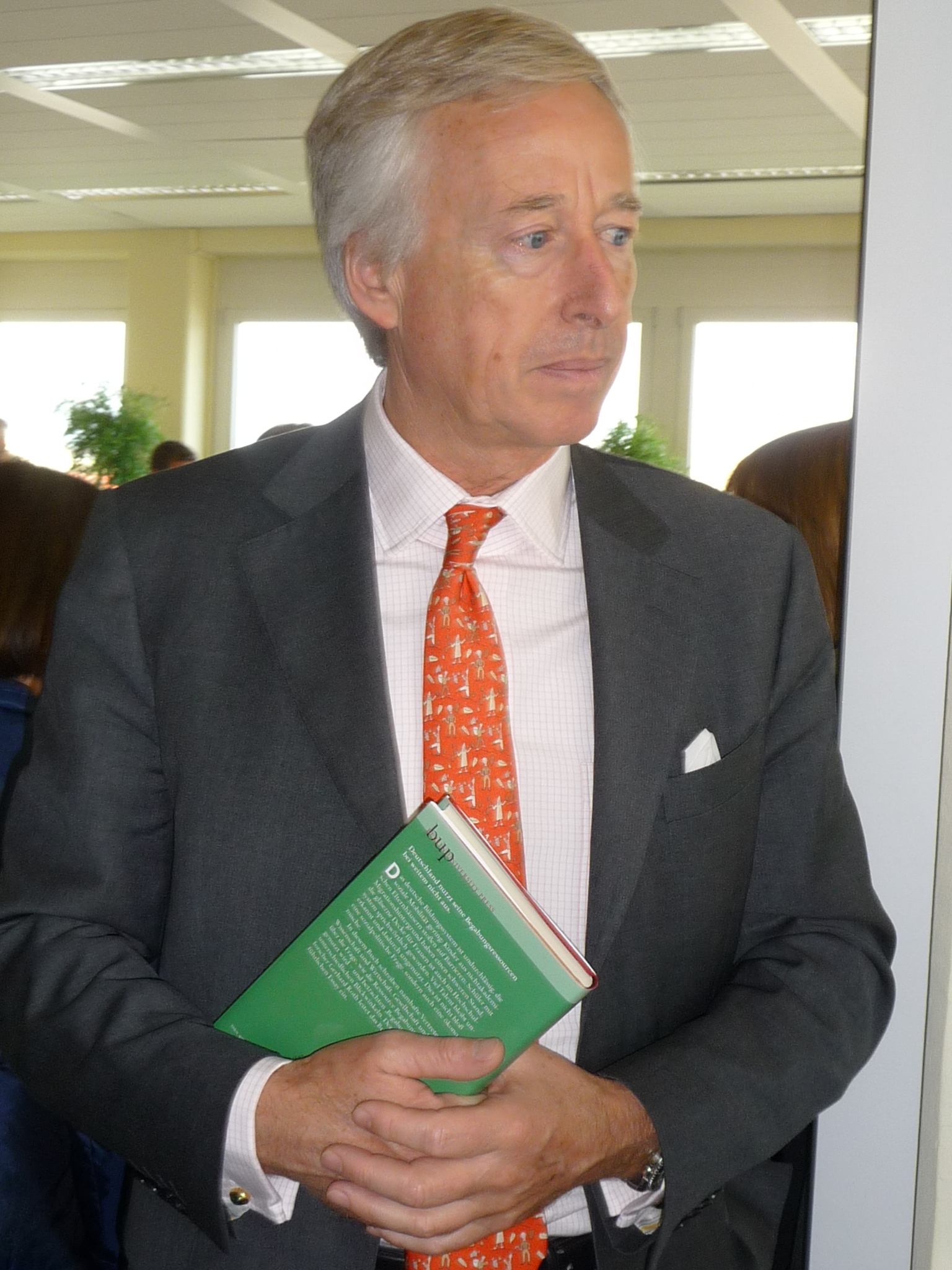
Franz Markus Haniel (2013)

Franz Markus Karl Haniel (* 1. April 1955 in Oberhausen) ist ein deutscher Manager aus der Unternehmerfamilie Haniel.

## Leben
Franz Markus Haniel ist der Sohn des Unternehmers Klaus Haniel und Teil der Unternehmerfamilie Haniel. Er studierte Sprachen und Literatur in Grenoble, dann von 1976 bis 1981 Maschinenbau in München. Er machte 1982 einen MBA am INSEAD in Fontainebleau. Von 1982 bis 1986 war er unter anderem als Berater bei Booz Allen Hamilton tätig.
Von 2003 bis 2020 war er Vorsitzender des Aufsichtsrats der Franz Haniel & Cie. GmbH. Seit April 2006 ist Haniel Mitglied des Aufsichtsrats der Delton AG, Bad Homburg vor der Höhe. Außerdem war er bis 2019 Mitglied des Aufsichtsrats der BMW AG. Haniel war von 2000 bis 2006 Mitglied der Geschäftsführung beim Banknotendrucker Giesecke & Devrient. Von November 2007 bis Februar 2016 war er Aufsichtsratsvorsitzender der Metro AG. Als Oberhaupt der Familie Haniel, die etwa 650 Gesellschafter zählt, sorgt er für deren Einheit. Zudem sitzt er dem Kuratorium der Haniel Stiftung vor. 
Er lebt mit seiner Familie in München.